# Fontibre
Fontibre es una localidad del municipio de Hermandad de Campoo de Suso, a algo más de tres kilómetros de la capital municipal, Espinilla, en Cantabria (España). En el año 2024 la localidad contaba con 65 habitantes (INE). Respecto a la economía, predomina la actividad agropecuaria. Su fiesta más importante es San Fernando, que se celebra el 30 de mayo. 
La localidad es conocida por albergar la surgencia de las aguas del río Ebro tras su recorrido subterráneo por las calizas del monte Guariza, lugar que tradicionalmente se ha considerado como el nacimiento del río Ebro.

## Topónimo

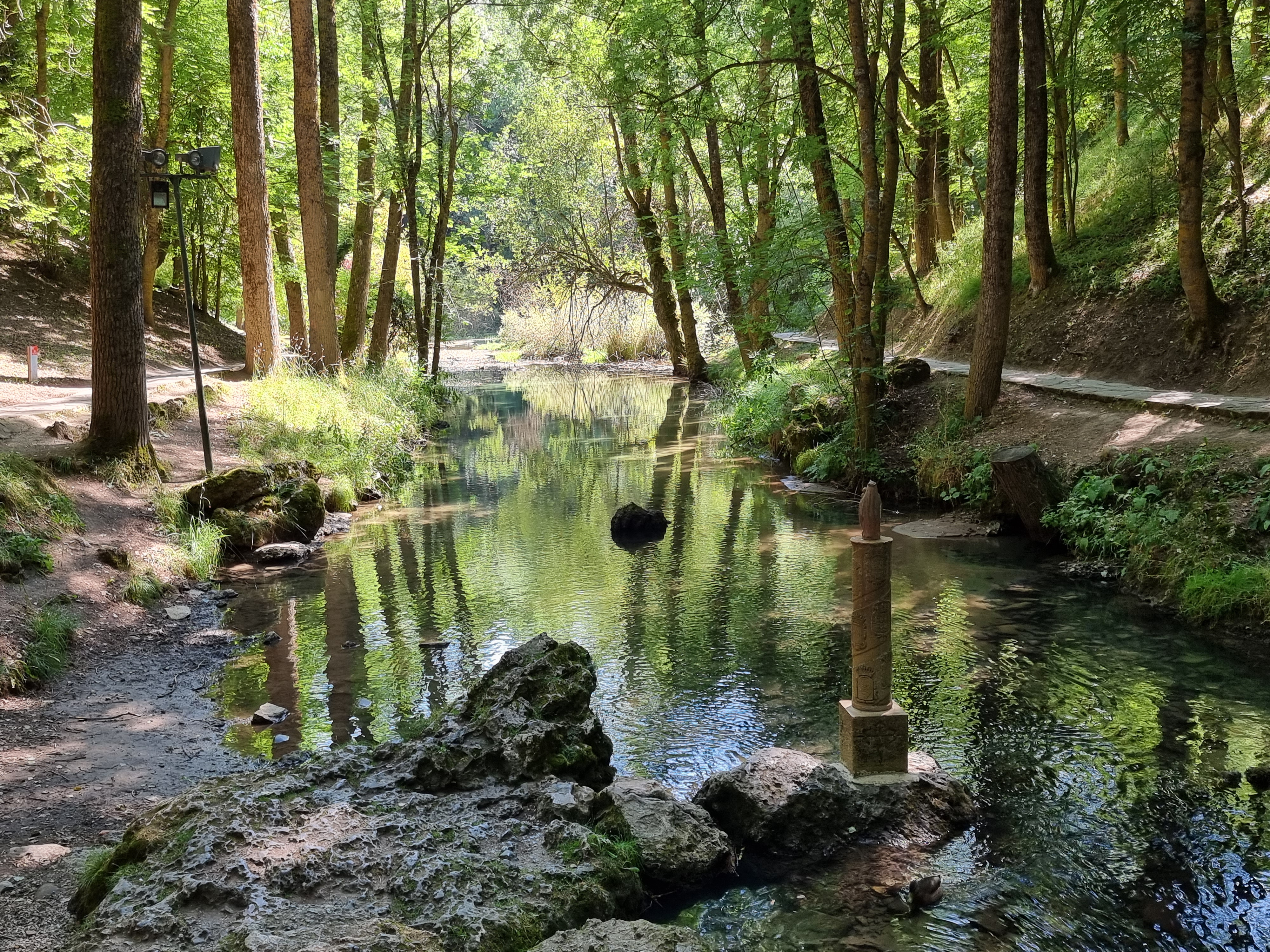
Paraje conocido tradicionalmente como el nacimiento del río Ebro, en Fontibre.

El topónimo hace referencia al nacimiento del Ebro, pues deriva del latín Fontes Iberi («fuentes del Ebro») y ya es citado por Plinio el Viejo cuando lo sitúa en las cercanías de la ciudad romana de Julióbriga.

## Paisaje y naturaleza
Se sitúa en el área central del valle de Campoo, a 930 metros de altura entre los montes de La Guariza, al sur, y las peñas del Arbejón y Campana, al norte, con laderas donde abundan formaciones boscosas de hayas y de quejigos. Los materiales calizos han conformado el relieve de esta parte central del valle de Campoo y explican la formación de la hoya o manantial que no es más que el punto en el que reaparece una parte del caudal del río Híjar previamente filtrado entre las planicies de Espinilla y Villacantid. El entorno del nacimiento se repobló hace décadas de especies arbóreas autóctonas sobre todo de fresnos y chopos que se entremezclan con ocasionales robles y sauces de ribera que junto a las primeras aguas del Ebro configuran un placentero paraje.

## Patrimonio histórico

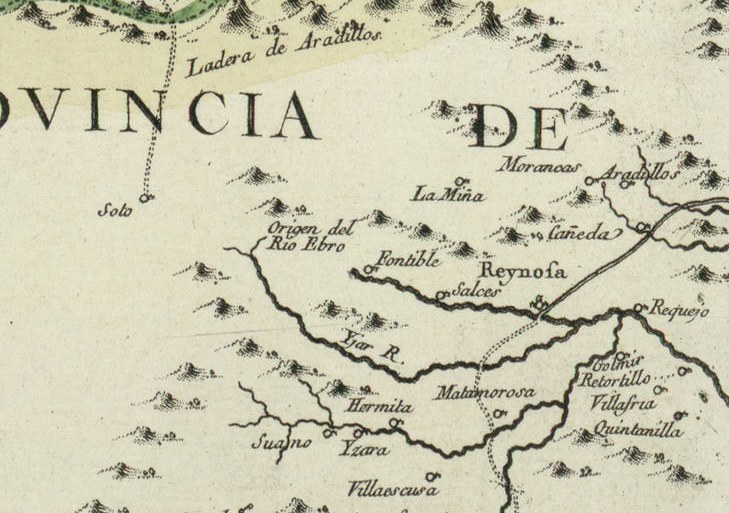
Localización de Fontibre (Fontible) en el mapa de Tomás López Vargas (1777). En el mismo se señala un doble origen del Ebro, más arriba de Fontibre, que con toda probabilidad correspondería con los arroyos de Pidruecos y el Guares, unidos en Riaño.

En 1997 se han llevado a cabo obras de mejora y de ampliación de la superficie del parque, marcándose nuevos itinerarios que han incorporado a las callejas del pueblo y, en especial, a la plaza en la que se ha colocado un mapa tridimensional que representa toda la cuenca del río Ebro. El encanto y la belleza de este paraje son, sin duda, lugar de obligada visita para todo aquel que quiera conocer la comarca campurriana. La iglesia del pueblo está advocada a San Félix, y conserva ábside y presbiterio románicos con decoración escultórica en las columnas que sostienen el arco toral y en algunos canecillos. El resto del edificio es producto de reformas y añadidos barrocos.
La localidad es famosa por haberse ubicado en ella tradicionalmente el nacimiento del río Ebro, a pesar de que, en términos científicos, esto no es exacto. Si bien es ahora sabido que el origen principal de las aguas del río Ebro es el río Híjar, la tradición secular ha bautizado a la La Fuentona de Fontibre como el «nacimiento del Ebro». Investigaciones del Instituto Geológico y Minero de España realizadas en 1987, pudieron determinar con certeza que el afloramiento de Fontibre tiene su origen en el río Híjar, que nace en el circo de pico Tres Mares () a 1.880 m de altura. Gran parte del caudal de este río se filtra en el subsuelo aguas abajo de Paracuelles (el estiaje no seca el río, contrariamente a lo que alguna vez se ha pensado) a poco más de 800 m del manantial de Fontibre, para resurgir más abajo, en el Pilar de Fontibre:

La realización del ensayo de coloración fue llevado a cabo por técnicos del Instituto Geológico y Minero de España en época de estiaje (septiembre de 1987), con un caudal en el río Híjar cercano a los 200 L/s que desaparecía en su totalidad. Como colorante se empleó la fluoresceína sódica, la cual se presenta en forma de polvo de color rojizo, que se disuelve en una mezcla de alcohol y amoniaco y después se echa en el agua del río.
El recorrido subterráneo del río invertía 32 horas, tras las cuales resurgió en el manantial de Fontibre, que presentaba un caudal estimado del mismo orden con el agua intensamente coloreada.

Como complemento a este ensayo, los análisis de muestras de agua tomadas en el río Híjar y en el manantial de Fontibre mostraron concentraciones de sulfatos, bicarbonatos, calcio y residuo seco ligeramente superiores en el manantial que en el río, lo que se explica debido a la circulación subterránea de las aguas del Híjar a través de las calizas, dolomías y carniolas triásicas.
Miguel del Pozo Gómez. Aguas subterráneas, paisaje y vida: acuíferos de España.

.
Dicho estudio aporta además material gráfico que demuestra el resurgimiento del agua teñida en Fontibre. Otras teorías o creencias populares no han contado hasta el momento con ningún tipo de apoyo científico.
En el nacimiento tradicional del Ebro hay una escultura representando a la Virgen del Pilar con los escudos labrados de las provincias que atraviesa el río, y en la orilla puede verse un conjunto escultórico de Jesús Otero con un texto alegórico de Marcelino Menéndez Pelayo:

«[...] la áspera sierra que guarda en sus humildes peñascales la cuna del histórico río que a toda la península da nombre y que después de saludar los férreos lindes de la Vasconia y besar el muro triunfal y sagrado de Zaragoza viene a rendir tributo a vuestro mar en la ribera tortosina, simbolizando en su majestuoso curso la unidad suprema y la diversidad fecunda de la historia patria.»

En los finales del siglo XIX y principios del xx, el entorno del nacimiento comienza a ser frecuentado por excursionistas y veraneantes atraídos por la belleza natural del lugar y por las connotaciones históricas y geográficas del río. De esa época procede uno de los más famosos cuadros del pintor campurriano Casimiro Sainz sobre el lugar. En los años 1950 se adecenta el entorno para usos turísticos con la creación de una amplia zona de aparcamiento y servicios, la mejora de los accesos a la surgencia y el embellecimiento del parque con obras del escultor Jesús Otero que enfatizan simbólicamente los valores patrios de aquellos años.

## Aguas mineromedicinales
Entre 1908 y 1917, el empresario santanderino Dionisio Gurtubay Mendiolea, adquiere una finca a un vecino de Fontibre en la que hay un manantial de agua salitrosa, declarado de Utilidad Pública en 1912. En la memoria publicada, se afirma que «las aguas emergen en cantidad suficiente para atender a todos los servicios balnearios-terapéuticos, a 10,8º C, caracterizándose por ser "clorurado-sódico, sulfatadas, cálcicas, magnesianas frías"». Las aguas de Fontibre empezaron comercializarse y embotellarse en 1913, cuando se presentan al Congreso Internacional de Hidrología de Madrid, ganando una medalla de oro. En Londres consiguen un diploma y medalla de honor, y se publican anuncios detallando las excelencias del agua, «eficadísima en enfermedades del estómago; también hígado; artritismo, y [...] retardo de la nutrición». Pero a pesar del éxito inicial, la explotación fue languideciendo hasta desaparecer a mediados del siglo XX. Desde entonces, se han emprendido diversos proyectos para revitalizar el balneario (aunque nunca llegó a funcionar como tal, sino como mera planta embotelladora), habiendo resultado todos infructuosos (el más reciente fracasó en 2008).

## Miscelánea
Fontibre forma parte del coto truchero Fontibre. Además, todo Fontibre es un lugar de gran valor paisajístico con una superficie de siete hectáreas y  está poblado de chopos, robles y hayas. Destaca del lugar, la parroquia de San Félix del siglo XII y su retablo es del siglo XVIII.
Alrededor del afloramiento existe un área recreativa muy visitada.